# Торнио
Торнио (фин. Tornio, швед. Torneå, лап. Duortnus) је град у Финској, у северозападном делу државе. Торнио је трећи по величини и значају град округа Финска Лапонија, где град са окружењем чини истоимену општину Торнио.

## Географија
Град Торнио се налази у северозападном делу Финске, на самој граници са Шведском. Од шведског града Хапаранда дели га река Торне. Од главног града државе, Хелсинкија, град је удаљен 735 км северно.
Рељеф: Торнио се сместио у северном делу Скандинавије, у историјској области Лапонија. Подручје града је равничарско до брежуљкасто, а надморска висина се креће око 5 м.
Клима у Торнију је оштра континентална на прелазу ка субполарној клими. Стога су зиме оштре и дуге, а лета свежа.
Воде: Торнио се развио на ушћу реке Торне у Ботнијски залив, у најсевернијем делу Балтичког мора. Главни део града се налази на речном острву.

## Историја
Торнио је добио градска права 1621. године. Насеље се развио током 19. века као погранични град Руског царства према Шведској са војним гарнизоном.
Последњих пар деценија град се брзо развио у савремено градско насеље северног дела државе.

## Становништво
Према процени из 2012. године у Торнију је живело 17.196 становника, док је број становника општине био 22.525.
| 1980. | 1990.  | 2000.  | 2012.  |
| ----- | ------ | ------ | ------ |
| -     | 16.785 | 16.975 | 17.196 |

Етнички и језички састав: Торнио је одувек био претежно насељен Финцима. Последњих деценија, са јачањем усељавања у Финску, становништво града је постало шароликије. По последњим подацима преовлађују Финци (98,3%), присутни су и у веома малом броју Швеђани (0,3%), док су остало усељеници.

## Галерија
- Градска кућа Торнија
- Главна Протестантска црква у граду
- Православна црква у Торнију
- Тржни центар у Торнију